# Andy Selva
Andy Selva, född 25 maj 1976 i Rom, Italien, är en sanmarinsk före detta fotbollsspelare som efter karriären arbetat som tränare, senast för den sanmarinska klubben Tre Fiori. Han är det sanmarinska landslagets meste målskytt genom tiderna.

## Spelarkarriär

### Landslag
Selva är främst känd för sin medverkan i San Marinos fotbollslandslag som han representerade mellan 1998 och 2016. Han innehar just nu med sina åtta mål rekordet för flest mål för det sanmarinska landslaget.
Landslagsdebuten kom hösten 1998 i en 0–5-förlust mot Israel. Fyra dagar senare i en match mot Österrike gjorde han sitt första landslagsmål i en match som även den slutade med förlust, 1–4.
Ett av sina åtta landslagsmål gjorde Selva 2004 när San Marino för första gången vann en fotbollsmatch, då man besegrade Liechtenstein med 1–0. Det är det enda av de åtta målen som inte gjorts i tävlingssammanhang, de andra sju är gjorda i kval till fem olika EM- och VM-turneringar.
Sitt sista framträdande för landslaget gjorde han borta mot Norge i kvalet till VM 2018. Selva byttes då in i den 82:a minuten. Inhoppet kom 18 år och en dag efter att Selva debuterade i landslaget.
| Datum            | Plats                          | Motståndare             | Mål  | Slutresultat | Tävling           |
| ---------------- | ------------------------------ | ----------------------- | ---- | ------------ | ----------------- |
| 10 oktober 1998  | Stadio Olimpico, Serravalle    | Österrike               | 1–4  | 1–4          | Kval till EM 2000 |
| 28 februari 2001 | Kung Baudouin-stadion, Bryssel | Belgien                 | 1–10 | 1–10         | Kval till VM 2002 |
| 6 juni 2001      | Stadio Olimpico, Serravalle    | Belgien                 | 1–1  | 1–4          | Kval till VM 2002 |
| 28 april 2004    | Stadio Olimpico, Serravalle    | Liechtenstein           | 1–0  | 1–0          | Vänskapsmatch     |
| 30 mars 2005     | Stadio Olimpico, Serravalle    | Belgien                 | 1–1  | 1–2          | Kval till VM 2006 |
| 4 juni 2005      | Stadio Olimpico, Serravalle    | Bosnien och Hercegovina | 1–2  | 1–3          | Kval till VM 2006 |
| 17 oktober 2007  | Stadio Olimpico, Serravalle    | Wales                   | 1–2  | 1–2          | Kval till EM 2008 |
| 11 oktober 2008  | Stadio Olimpico, Serravalle    | Slovakien               | 1–2  | 1–3          | Kval till VM 2010 |

### Klubblag
Selva representerade ett flertal klubbar i både Italien och San Marino. Huvudsakligen har han hållit till i Italiens tredje- och fjärdedivisioner där han emellanåt var en pålitlig målskytt.
Säsongen 2007/2008, vid 32 års ålder, nådde Selva sin största klubbmässiga framgång. Han var då med om att få Sassuolo uppflyttat till Serie B för första gången i klubbens historia. Med 11 mål på 24 ligamatcher var han en viktig del i avancemanget. Selva debuterade i Serie B säsongen därpå. Sex mållösa matcher blev det innan han köptes av Hellas Verona. I och med det var han tillbaka i tredjedivisionen.
De två säsongerna i Hellas Verona gick det bra för klubben. Selvas första säsong 2009/2010 var klubben nära att kliva upp i Serie B, man förlorade kvalfinalen mot Pescara. Den andra säsongen lyckades klubben, då med Emil Hallfreðsson i laget, kvalificera sig för Serie B. För Selva personligen var säsongen mindre framgångsrik, han gjorde bara ett ligamål och lämnade Verona efter avancemanget.
Selva avslutade sin spelarkarriär 2018 med La Fiorita, en klubb han representerat sedan 2014. Hans sista match var en förlust mot Lincoln Red Imps i kvalet till Champions League 2018/2019.

### Personligt
Selva har både sanmarinskt och italienskt medborgarskap. Hans far är från Italien och hans mor från San Marino.
Han är född och uppvuxen i Rom. Selva har berättat att han visste väldigt lite om San Marino innan han gjorde sin värnplikt i landet. Det var i samband med den han kom i kontakt med representanter för det sanmarinska fotbollsförbundet. Kort därefter blev han uttagen till landets U21-landslag.

## Meriter

### Landslag
- Rekordhållare i flest antal mål för San Marinos landslag

### Klubblag
- Tvåfaldig sanmarinsk mästare med La Fiorita: 2013/2014, 2016/2017

- Tvåfaldig vinnare av Coppa Titano, den sanmarinska cupen, med La Fiorita: 2015/2016 och 2017/2018